# Colquitt (Georgia)
Colquitt – miasto w Stanach Zjednoczonych, w stanie Georgia, siedziba administracyjna hrabstwa Miller.